# سیاهک سرخاکستری
سیاهک سرخاکستری (نام علمی: Nigrita canicapillus) گونه‌ای رایج از ریزسهرگان است که در آفریقا یافت می‌شود. میزان وقوع جهانی آن ۳٬۷۰۰٬۰۰۰ کیلومتر ۲ برآورد می‌شود.
این گونه در سراسر جنگل‌های بارانی گرمسیری آفریقا گسترده است.
وضعیت این گونه در وضعیت کمترین نگرانی ارزیابی می‌شود.